# 1684 Iguassú
1684 Iguassú eller 1951 QE är en asteroid i huvudbältet som upptäcktes den 23 augusti 1951 av den argentinske astronomen Miguel Itzigsohn vid La Plata observatoriet. Den har fått sitt namn efter Iguazúfallen i Sydamerika.
Asteroiden har en diameter på ungefär 30 kilometer och den tillhör asteroidgruppen Themis.